# Prelaz Bernina
Prelaz Bernina (ital. Passo del Bernina, nemško Berninapass) je gorski prelaz v švicarskem kantonu Graubünden. Z najvišjo točko na nadmorski višini 2328 metrov povezuje Engadin  z dolino Puschlav na severu in italijansko dolino Valtellina na jugu. Zračna razdalja med kraji je 13 km do Pontresina (ki se nahaja na 1805 m) in le 8 km do  Poschiavo (1093 m).

## Geografija
Obstajata dva različna gorska prelaza  Bernina: prvi leži na nadmorski višini 2240 m in je brez lastnega imena na razvodju med Črnim morjem in Jadranskim morjem, med dvema jezeroma Lej Nair, ki odteka na sever in je del povodja reke Inn in Lago Bianco, ki pripada porečju reke Pad. Tu poteka meja med retoromanskim in italijanskim jezikovnim območjem. Od tod proti jugu se v Val da Pila spusti tako imenovana zahodna Bernina, pot do San Carlo di Poschiavo preko Cavaglia, ki jo uporablja Berninska železnica. Običajno se ime prelaz Bernina uporablja za 90 metrov višjo točko, ki premaga gorski greben med Val da Pila in Val Laguné. Nedaleč zahodno od te točke je hospic (Berggasthaus) Ospizio Bernina in Lagh da la Cruseta. Pot preko tega prelaza se imenuje vzhodna Bernina pot.

## Zgodovina

### Starejša zgodovina
Bernina je tisočletja stara povezava prav tako tisočletja stare kulturne krajine zgornjega Engadina okoli St. Moritza in z dolino Valtellina. Tako so številne najdbe ne le v St. Moritzu, ki datirajo v bronasto dobo, ampak tudi na drugi strani Bernine, v Valtellini. Med drugim so v Tegliu, rimski Tillium, ki je verjetno Valtellina, Val Tillium, ki ji je dal ime, številni neolitski menhirji z enigmatičnimi okraski, kot so bili najdeni v velikem delu Evrope. Iz teh najdb lahko sklepamo, da se je že v prazgodovini čez Bernino odvijal promet, ki se je povečal v rimskih časih. Kljub temu pa Bernina nikoli ni bila med bolj pomembnimi prelazi. Vzpon se je začel v visokem srednjem veku, v poznem srednjem veku, pa je prelaz pridobil določen pomen tudi za trgovino. Kljub temu pa je bila Bernina vedno v senci sosednjih prelazov kot sta prelaz Maloja ali Ofenpass. 

### Novejša zgodovina
Prelaz je edina zares dobra povezava  in zato glavna arterija med Engadinom in Valtellino. V nasprotju s prelazoma Septimer in Splügen ima obrobno lego in slabši položaj, zato čez Bernino nikoli ni potekala čezalpska tranzitna pot evropskega pomena. Za vzdrževanje so bile odgovorne občine; manjšo vlogo je imela Porten (prevozniška zadruga). Topografsko ugodna regionalna povezava je bila bolj pomembna, ko je zavezništvo Tri lige leta 1512 osvojilo Valtellino in tako zmagalo nad Beneško republiko kot mejno sosedo. Okoli leta 1550 je Francija uvedla stalno kurirsko službo med Lyonom in Benetkami preko prelazov Albula, Bernina in Aprica.
Strogo gledano je prelaz Bernina sestavljen iz dveh vzporednih poti, ki vodita na jug v Val Laguné ali v dolino Cavaglia; Armon Planta predlaga imenovanje smeri Bernina vzhod in Bernina zahod. Katera pot je bila boljša se je večkrat spremenilo, odvisno od sezone, snežnih razmer in trenutnega stanja ceste. Krajša je zahodna pot, ki teče dalj časa nad gozdno mejo in je zato bolj občutljiva na plazove in snežne zamete. Podatki kažejo da je bila zahodna pot razširjena leta 1552, vzhodna pa leta 1645. Po letu 1729 in 1779 so zaradi hudih snežnih plazov zahodno pot prepovedali uporabljati v zimskem času. Glavno transportno blago, ki so ga vozili z mulami je bilo vino in žito na sever in govedo in sir na jug. Zgodovinska mulovodna postaja je bil zaselek La Rosa na južni strani prelaza.
Ko se je leta 1842 začela gradnja ceste, so se odločili za traso Bernina-vzhod; glavni inženir je bil Rudolf Albertini (1821-1896) iz Zuoza. Leta 1865 je bilo delo končano in nekoliko zahodno od sedla, na 2307 m, zgrajen tudi hospic. Cesto so od takrat večkrat razširili in obnovili in je od leta 1965 odprta skozi vse leto, čeprav leži sneg na prelazu približno osem mesecev na leto. Tako je prelaz Bernina eden najvišjih vse leto odprtih prelazov v Alpah.

## Železnica in žičnica
Prve odseke meter široke Berninske železnice so odprli leta 1908, poganja jo električna energija, od leta 1910 pa prečka prelaz, od leta 1913, tudi v zimskem času. Uporabljena je večinoma v turizmu, saj je ob poti mogoče občudovati izjemne naravne lepote. S postajo Ospizio Bernina na vrhu na nadmorski višini 2253 m, je najvišji alpski železniški prelaz. Za uporabo vodne energije sta bila na severni in južni strani Lago Bianco zgrajena jezova. Uporabna prostornina rezervoarja je približno 18 milijonov kubičnih metrov.
Od leta 1956 deluje žičnica Bernina Diavolezza, ki odpira smučarski center na ledeniku Munt Pers na severni strani prelaza; obnovljena je bila leta 1980. Od leta 1963 vozi vlečnica tudi na Piz Lagalb.
- Prelaz Bernina z ledenikom Cambrena, 1867
- Hospic in cesta, 1904
- Cesta čez prelaz Bernina in Lagh de la Cruseta
- Točka prevoja
- Skupina Bernina iz prelaza
- Na prelazu Bernina leži Lago Bianco
- Berninska železnica pri Piz Albris
- Lago Bianco pozimi 2016